# Fernando López (Politiker)

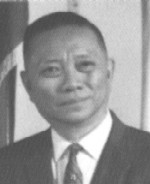
Fernando López

Fernando Hofilena López (* 13. April 1904 in Iloilo City; † 26. Mai 1993) war ein philippinischer Politiker und Unternehmer.

## Biografie
López stammte aus einer wohlhabenden und einflussreichen Familie aus der Provinz Iloilo und begann nach der Schulausbildung am Colegio de San Juan de Letran 1921 ein Studium der Rechtswissenschaften an der University of Santo Tomas, das er 1925 mit einem Bachelor of Laws (LL.B.) abschloss.
Nach der Zulassung zum Rechtsanwalt war er als Anwalt tätig, zugleich aber auch mit seinem Bruder Manager der Unternehmen der Familie wie der Iloilo-Negros Express Company (der ersten Fluggesellschaft des Landes im Besitz von Einheimischen), der Zeitungen „Iloilo Times-El Tiempo“ und „Manila Chronicle“ sowie der Rundfunkgesellschaft ABS-CBN Broadcasting. Außerdem war er Mitbegründer des Iloilo College sowie der Far Eastern Air Transport Incorporated University (FEATI University).
Seine politische Laufbahn begann 1945 als ihn Präsident Sergio Osmeña ohne vorherige politische Erfahrung zum Bürgermeister von Iloilo City ernannte. 1947 kandidierte er als Vertreter der Liberal Party für einen Sitz im Senat (Senado ng Pilipinas) und gehörte diesem bis 1949 an.
Bei den Wahlen von 1949 war er Vizepräsidentschaftskandidat von Elpidio Quirino und wurde nach dem Wahlsieg Vizepräsident und zugleich Minister für Landwirtschaft (Secretary of Agriculture) in dessen bis 1953 amtierenden Regierung.
1953 wurde er wiederum zum Senator gewählt und gehörte dem Senat nach seiner Wiederwahl 1959 bis 1965 an. Zu dieser Zeit trat er der Nacionalista Party (NP) bei und wurde bei den Wahlen 1965 als Vizepräsidentschaftskandidat von Ferdinand Marcos zum Vizepräsidenten gewählt. Zusammen mit Marcos wurde er 1969 wieder gewählt und hatte das Amt des Vizepräsidenten bis zur Ausrufung des Kriegsrechts durch Präsident Marcos im Jahre 1972 inne. In der Folgezeit verloren er und seine Familie das Vertrauen von Marcos, da er dem Diktator Korruption vorwarf. Allerdings waren auch López und seine Familie wegen ihrer Zugehörigkeit zur Oligarchie der Kritik ausgesetzt, so dass sie später einen Großteil ihres politischen und wirtschaftlichen Einflusses verloren.
Nach dem Ende der Herrschaft von Marcos war er von 1986 bis zu seinem Tod 1993 Vorstandsvorsitzender der Unternehmensgruppe der Familie, der First Philippine Holdings Corporation, zu der die Manila Electric Company (MERALCO), First Gen Corporation, First Philippine Electric Corporation, First Philippine Industrial Park sowie die Rockwell Land Corporation gehören. Daneben war er Ehrenvorsitzender des Vorstands von ABS-CBN.